# 屋代村 (山形県)
屋代村（やしろむら）は山形県東置賜郡にあった村。現在の高畠町北西部にあたる。

## 地理
- 山：相森山、竹森山、大師森山
- 河川：屋代川

## 歴史
- 1889年（明治22年）4月1日 - 町村制の施行により、竹森村、根岸村、時沢村、深沼村、一本柳村、三条目村、川沼村、柏木目村、相森村、中里村の区域をもって発足。
- 1954年（昭和29年）10月1日 - 高畠町、二井宿村、亀岡村、和田村と合併して社郷町が発足。同日屋代村廃止。

## 交通

### 鉄道路線
- 山形交通（現・ヤマコー）
  - 高畠線
    - 竹森駅

### 道路
- 七ヶ宿街道（現・一般国道 国道113号）